# کیش‌کوروش
کیش‌کوروش (به مجاری: Kiskőrös) شهری در باچ-کیش‌کون در کشور مجارستان است و ۱۴٫۶۴۹ نفر جمعیت دارد.

## نگارخانه

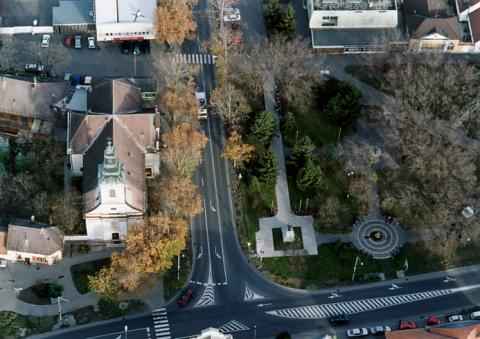
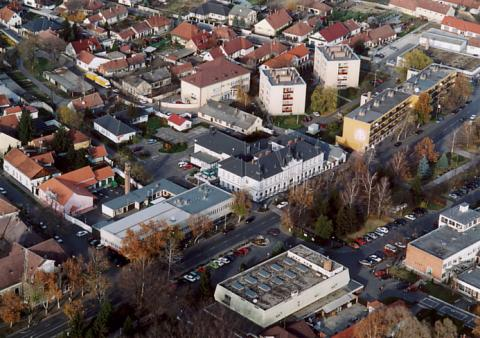